# Pilea alfaroana
Pilea alfaroana är en nässelväxtart som beskrevs av Al.Rodr. och A.K.Monro. Pilea alfaroana ingår i släktet pileor, och familjen nässelväxter. Inga underarter finns listade i Catalogue of Life.